# 天主教布阿爾教區
天主教布阿爾教區（拉丁語：Dioecesis Buarensis）是中非共和國一個羅馬天主教教區，屬班吉總教區。
教區成立於1978年2月27日，
包括納納-曼貝雷省和瓦姆-彭代省一部。2006年有教友77,291人（佔轄區總人口14.8%）、十二個堂區、五十三名司鐸。現任教區主教為阿曼多·翁貝托·賈尼。